# Asteroma alneum
Asteroma alneum är en svampart som först beskrevs av Christiaan Hendrik Persoon, och fick sitt nu gällande namn av B. Sutton 1980. Asteroma alneum ingår i släktet Asteroma och familjen Gnomoniaceae.   Inga underarter finns listade i Catalogue of Life.